# جلان إيلدر
جلان إيلدر (بالإنجليزية: Glen Elder)‏ هو عالم اجتماع أمريكي، ولد في 28 فبراير 1934 في كليفلاند في الولايات المتحدة.